# کالین ادوین
کالین ادوین (به انگلیسی: Colin Edwin) (زادهٔ ۲ ژوئیه ۱۹۷۰) از اعضای گروه پورکیوپاین تری است.او در دسامبر سال ۱۹۹۳ به این گروه پیوست. از این سال به بعد فعالیت در گیتار بیس و کنترباس گروه به عهده کالین قرار گرفت که تاکنون نیز به همکاری خود ادامه داده است.